# Glück (Herbert-Grönemeyer-Lied)
Glück ist ein Lied des deutschen Pop-Rock-Musikers Herbert Grönemeyer aus dem Jahr 2008.

## Entstehung und Veröffentlichung
Das Lied wurde vom Interpreten selbst geschrieben, komponiert und produziert. Inhaltlich geht es um titelgebendes Glück. Bei der Produktion wurde Grönemeyer vom britischen Musikproduzenten Alex Silva unterstützt.
Die Erstveröffentlichung von Glück erfolgte als Single am 7. November 2008 bei Grönland Records. Am 21. November 2008 erschien es als Teil von Herbert Grönemeyers drittem Best-of-Album Was muss muss – Best Of bei Electrola, dessen einzige Singleauskopplung es ist. Um das Lied zu bewerben, erfolgte ein Liveauftritt zur Hauptsendezeit in der ZDF-Show Wetten, dass..? am 13. Dezember 2008. 2012 erschien mit All That I Need eine englischsprachige Version auf dem Album I Walk.

## Rezeption

### Charts und Chartplatzierungen
| ChartsChartplatzierungen | Höchstplatzierung | Wochen |
| ------------------------ | ----------------- | ------ |
| Deutschland (GfK)        | 4 (17 Wo.)        | 17     |
| Österreich (Ö3)          | 3 (20 Wo.)        | 20     |
| Schweiz (IFPI)           | 26 (18 Wo.)       | 18     |

| ChartsJahrescharts (2008) | Platzierung |
| ------------------------- | ----------- |
| Deutschland (GfK)         | 84          |

| ChartsJahrescharts (2009) | Platzierung |
| ------------------------- | ----------- |
| Deutschland (GfK)         | 99          |
| Österreich (Ö3)           | 49          |

### Auszeichnungen für Musikverkäufe
| Land/Region        | Auszeichnungen für Musikverkäufe (Land/Region, Auszeichnung, Verkäufe) | Verkäufe |
| ------------------ | ---------------------------------------------------------------------- | -------- |
| Deutschland (BVMI) | Gold                                                                   | 150.000  |
| Insgesamt          | 1× Gold ·                                                              | 150.000  |